# Polistes billardieri
Polistes billardieri är en getingart som beskrevs av Fabricius 1804. Polistes billardieri ingår i släktet pappersgetingar, och familjen getingar.

## Underarter
Arten delas in i följande underarter:
- P. b. biglumoides
- P. b. ruficornis